# Нордернай
Но́рдернай (Но́рдерней, нем. Norderney) — остров в Германии, входит в состав Фризских островов. В административном плане имеет статус города в земле Нижняя Саксония.
Входит в состав района Аурих. Население составляет 5969 человек (на 31 декабря 2010 года). Занимает площадь 26,3 км². Официальный код — 03 4 52 020. Город подразделяется на два городских района.
В 1799 году на Нордернее открылся первый морской курорт на побережье Северного моря, пользовавшийся успехом у культурной элиты Германии. Отдыхавший на Нордернее Генрих Гейне воспел суровую природу Северного моря в одноимённом цикле стихов и одноимённой главе «Путевых картин».

## Население
| Год  | Население |
| ---- | --------- |
| 1990 | 6125      |
| 1995 | 6347      |
| 2000 | 6095      |
| 2005 | 5996      |
| 2010 | 5810      |

## Достопримечательности
- Памятник Мартину Лютеру